# Antonio Angulo
Antonio Angulo Sampedro (El Llano, Cantabria, 18 de febrero de 1992) es un ciclista español que milita en las filas del conjunto Burgos Burpellet BH.

## Trayectoria
Debutó como profesional en las filas del conjunto Cycling Academy Team siendo contratado a mitad de la temporada 2015.
Ha sido doble campeón de la Copa de España de Ciclismo de forma consecutiva (2015 y 2016).

## Palmarés
2015 (como amateur)
- Circuito Guadiana

2016 (como amateur)
- 1 etapa de la Vuelta a Lérida
- 1 etapa de la Vuelta a Cantabria
- 2 etapas de la Vuelta a León
- 1 etapa de la Vuelta a La Coruña
- Memorial Pascual Momparler

2018 (como amateur)
- 1 etapa de la Vuelta a La Coruña
- 1 etapa de la Vuelta a Cantabria
- 1 etapa de la Vuelta a Galicia

## Equipos
- Cycling Academy Team (06.2015-12.2015)
- LA Alumínios-Metalusa[5]  (2017)
- Rias Baixas[6] (amateur) (2018)
- Efapel[7] (2019)
- Euskaltel-Euskadi[8] (2020-2022)
- Burgos-BH (2023-)
  - Burgos-BH (2023-2024)
  - Burgos Burpellet BH (2025-)